# Битва за Батаан (1945)
Битва за Батаан (филиппинский язык: Labanan para sa Bataan) — операция по освобождению полуострова Батаан (Филиппины) от японских войск, которая проходила с 31 января по 21 февраля 1945 года на Тихоокеанском театре военных действий Второй мировой войны, часть операции по освобождению Филиппин. Захват полуострова Батаан имел стратегическое значение для снабжения войск союзников во время битвы за Манилу. Батаан был захвачен японскими войсками 9 апреля 1942 года, когда американский гарнизон на Филиппинах сдался.

## Военно-оперативная ситуация
Американские войска быстро наступали в направление города Манила, столицы Филиппин. Снабжение войск с залива Лингаен становилось неэффективным. Захват Манилы был важным военным и психологическим шагом на пути полной победы на Филиппинах, а для этого необходимо было обеспечение войск. В целях дополнительного снабжения войск подходил Манильский залив. Бухта контролировалась американским флотом, но для снабжения необходимо было захватить полуостров Батаан и остров-крепость Коррехидор.
Генерал Дуглас Макартур поручил захват Батаана, а затем и Коррехидора 6-й армии США под командованием генерал-лейтенанта Вальтера Крюгера. Для выполнения поставленной задачи 6-я армия была усилена XI корпусом США под командование генерал-майора Чарльза Филиппа Холла, а также выделена 38-я пехотная дивизия под командованием Генри Джонса и 34-й пехотный полк 24-й пехотной дивизии под командованием полковника Обри Ньюмана.
XI корпус должен был высадиться на побережье в районе Самбалес, что примерно в 40 км к северо-западу от полуострова Батаан. Затем продвигаться быстро на восток до полуострова, после чего повернуть на юг и очистить Батаан от японских войск.
Американская разведка сильно переоценила численность противника на Батаане, полагая, что японский контингент на полуострове не менее 13 000 солдат. Но генерал-лейтенант Томоюки Ямасита, командующий японскими войсками на Филиппинах, решил, что не сможет защитить Манильскую бухту и оставил только группу Кембу в составе 4000 тысяч человек под командованием генерал-майора Рикити Цукада. Группа Кембу была разбросана по островам Манильской бухты. На Батаане остался в основном отряд из 2400 солдат под командованием полковника Нагаёси Саненобу.

## Наступление на полуостров
29 января 1945 года 38-я пехотная дивизия высадилась в районе Сан-Нарсисо на юге провинции Самбалес (Лусон) без сопротивления. Дивизия быстрым маршем направилась к взлетно-посадочной полосе в районе Сан-Марселино, но обнаружили, что филиппинские партизаны под командованием капитана Рамона Магсайсая уже захватили её тремя днями ранее. 30 января 34-й пехотный полк захватил порт в городе Олонгапо, а также остров Гранде в бухте Субик. К концу января провинция Самбалес была освобождена от японских войск. 152-й пехотный полк получил приказ продвигаться мимо позиций 34-го пехотного полка и направляться на восток 30 км до Диналупихана, а 149-й пехотный полк получил приказ двигаться на восток севернее 152-го полка и соединиться с XIV армейским корпусом, затем повернуть на юго-запад, чтобы соединиться со 152-м полком.

## Ход сражения

### Сражение на перевале «Зиг-Заг»
Японцы организовали сильную оборону в горах на севере полуострова Батаан. Перевал, который вел сквозь горы, был извилист, и поэтому американцы назвали его «Зиг-Заг». Полковник Нагаёси Саненобу приказал японским солдатам занять позиции на перевале, где заранее были подготовлены боеприпасы и провизия. Природа перевала не давала совершить обход с флангов, поэтому американцы решили продвигаться по перевалу. Нагаёси считал, что эти позиции можно удерживать бесконечно.
31 января 1945 года 38-я пехотная дивизия начала продвигаться на восток по сложному лабиринту вражеских укреплений на перевале «Зиг-Заг». Утром 1 февраля, после 5 км продвижения по перевалу, 152-й пехотный полк наткнулся на оборонительные позиции японских войск. За два дня тяжелых боев полк понёс большие потери, и продвижение по перевалу остановилось. Все попытки 152-го пехотного полка прорвать позиции японцев закончились неудачей, и генерал-майор Генри Джонс освободил от должности командира полка. Затем 34-му пехотному полку было приказано возобновить наступление на восток по перевалу. Следующие шесть дней полк, при поддержке артиллерии и ВВС США, пытался прорвать оборону японцев, но, понеся большие потери, не смог продвинуться вперёд. Одновременно 152-й полк продолжил атаковать японские позиции, но также потерпел неудачу. 6 февраля к штурму японских позиций присоединился 151-й пехотный полк, чтобы сменить 34-й полк, который понёс значительные потери в боях. В конце 6 февраля 1945 года генерал-майор Чарльз Филипп Холл освободил от должности командующего 38-й пехотной дивизией Генри Джонса и назначил бригадного генерала Уильяма Куртиса Чейза. Одновременно 151-й и 152-й полки начали атаку японских позиций на перевале. Медленно полки стали продвигаться вперёд и 8 февраля захватили японские позиции. 11 февраля 152-й пехотный полк продолжил наступление по полуострову Батаан и 14 февраля 1945 года соединился с 149-м пехотным полком. Таким образом перевал оказался в руках 38-й дивизии. В ходе сражения на перевале американские солдаты уничтожили 2400 японских солдат и офицеров из 2800 человек, которые располагались на полуострове.

### Высадка на юге полуострова Батаан
К 15 февраля 1945 года были сформированы две десантные группы (южная и восточная) для высадки на юге полуострова Батаан из частей 38-й пехотной дивизии. Южная десантная группа под командованием бригадного генерала Уильяма Чейза состояла из 151-го пехотного полка, усиленная батальоном 34-го пехотного полка, 139-м полевым артиллерийским батальоном и другими частями. Восточная десантная группа под командование бригадного генерала Уильяма Спенса состояла из 1-го пехотного полка 6-й пехотной дивизии. 15 февраля в 10:00 южная группа начала высадку в гавани Маривелес. После высадки южная группа разделилась на две части. Одна стала продвигаться вверх по западному побережью полуострова в направлении муниципалитета Багак, а другая в направлении города Пилар. Восточная десантная группа 12 февраля начала двигаться от Диналупихана на юг в направлении города Пилар. Затем к восточной группе присоединился 149-й пехотный полк. После Пилара восточная группа разделилась на две части: одна продолжила продвигаться на юг от города Пилар, другая направилась на запад. 18 февраля обе группе соединились в провинции Багак. 21 февраля 1945 года полуостров Батаан был полностью захвачен американскими войсками и филиппинскими партизанами, после трёх годичной оккупации японскими войсками.

## Последствия
Японцы на перевале «Зиг-Заг» потеряли более 2400 убитыми и 75 ранеными. Полковник Нагаёси отступил на юг полуострова с оставшимися 300 солдатами и вместе с оставшимися войсками сражался до середины февраля 1945 года. 38-я пехотная дивизия потеряла 270 человек и ещё 420 ранеными, а 34-й полк — 68 убитыми и 268 ранеными.
В целом полуостров Батаан и провинция Самбалес были захвачены быстро и легко, не считая сражения в перевале «Зиг-Заг», что позволило американским войскам использовать Манильский залив для снабжения войск в битве за Манилу.